# ییهلاوا
یْیْهلاوا (به چکی: Jihlava) شهری در ویسوچینا کشور جمهوری چک است که جمعیت آن در سال ۲۰۰۷ میلادی ۵۰٫۹۱۶ نفر بوده‌است.